# James Craig (General)

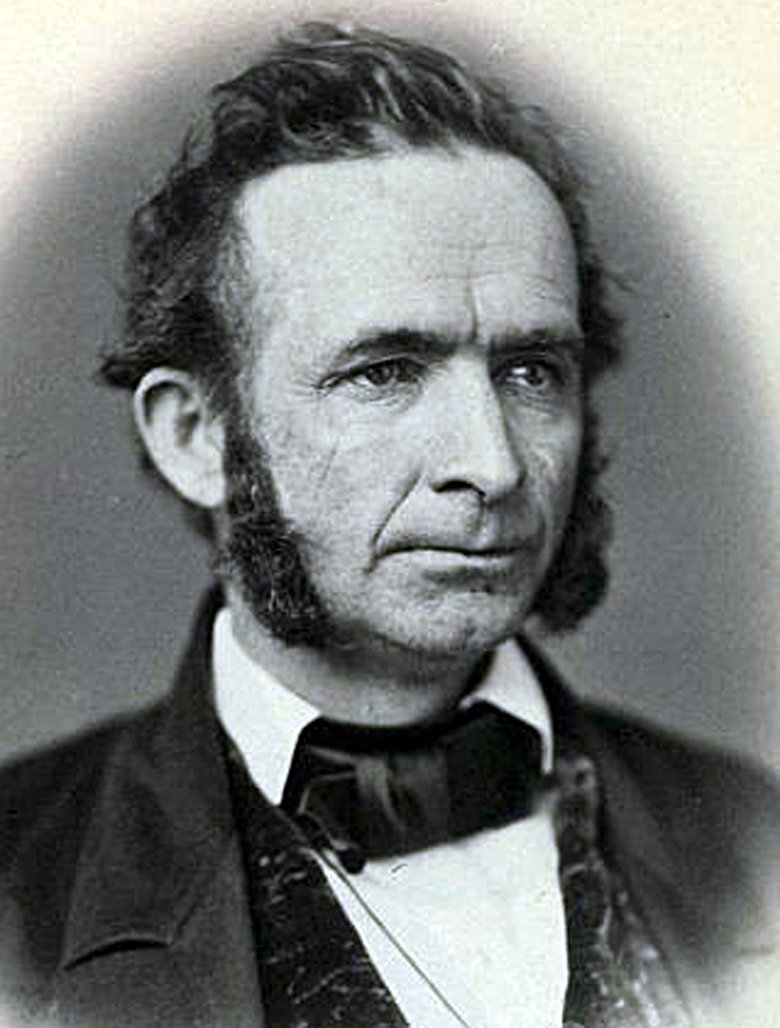
James Craig (1859)

James Craig (* 28. Februar 1818 im Washington County, Pennsylvania; † 22. Oktober 1888 in Saint Joseph, Missouri) war ein US-amerikanischer Offizier und Politiker. Zwischen 1857 und 1861 vertrat er den Bundesstaat Missouri im US-Repräsentantenhaus. Anschließend nahm er im Rang eines Brigadegenerals im Heer der Union am Bürgerkrieg teil.

## Werdegang
Bereits im Jahr 1821 kam James Craig nach Mansfield in Ohio, wo er später die öffentlichen Schulen besuchte. Nach einem anschließenden Jurastudium und seiner 1839 erfolgten Zulassung als Rechtsanwalt begann er ab 1844 in Saint Joseph in diesem Beruf zu arbeiten. Während des Mexikanisch-Amerikanischen Krieges war er Hauptmann einer Freiwilligeneinheit. Zwischen 1852 und 1856 fungierte Craig als Staatsanwalt im zwölften Gerichtsbezirk von Missouri. Politisch war er Mitglied der Demokratischen Partei. In den Jahren 1856 und 1857 saß er als Abgeordneter im Repräsentantenhaus von Missouri.
Bei den Kongresswahlen des Jahres 1856 wurde Craig im vierten Wahlbezirk von Missouri in das US-Repräsentantenhaus in Washington, D.C. gewählt, wo er am 4. März 1857 die Nachfolge von Mordecai Oliver antrat. Nach zwei Wiederwahlen konnte er bis zum 3. März 1861 zwei Legislaturperioden im Kongress absolvieren. Diese waren von den Ereignissen im unmittelbaren Vorfeld des Bürgerkrieges geprägt.
Im Jahr 1860 wurde James Craig von seiner Partei nicht mehr zur Wiederwahl nominiert. Danach arbeitete er wieder als Anwalt. Während des Bürgerkrieges wurde er am 21. März 1862 von Präsident Abraham Lincoln zum Brigadegeneral einer Freiwilligeneinheit im Unionsheer ernannt. Er kommandierte die Truppen, die das Post- und Telegrafen-Netz vom Missouri River bis ins Utah-Territorium zu schützen hatten; später übernahm er den Befehl über den Militärdistrikt Nebraska. Am 5. Mai 1863 nahm er seinen Abschied vom Militär und kehrte nach Saint Joseph zurück. Als Gouverneur Willard Preble Hall im Jahr 1864 mit der Bitte an ihn herantrat, den Staat vor Raubzügen der Konföderierten und der Bushwhackers zu schützen, trat er im Rang eines Brigadegenerals in die Miliz von Missouri ein. Seine Truppen waren für die Tötung des Partisanenführers „Bloody Bill“ Anderson verantwortlich.
Im Januar 1865 verließ Craig dann endgültig die Miliz. Später wurde er der erste Präsident der Eisenbahngesellschaft Hannibal and St. Joseph Railroad. Außerdem wurde er der erste Rechnungsprüfer (Comptroller) von Saint Joseph. In dieser Stadt ist er am 22. Oktober 1888 auch verstorben.